# Nottingham Panthers
Il Nottingham Panthers è un club britannico di hockey su ghiaccio di Nottingham.
Istituita nel 1946, la compagine milita attualmente nell'Elite Ice Hockey League, dove vanta quattro titoli di lega, cinque campionati, sei Autumn CUP e otto Challenge Cup a livello nazionale. Unica squadra ad aver sempre preso parte al campionato inglese dalla sua fondazione, inoltre è il primo e unico club inglese ad aver vinto una Coppa Continentale.
Le Pantere possono vantare ben sedici giocatori nella Hall of Fame britannica di hockey su ghiaccio; sono sempre stati altresì numerosi gli atleti della compagine a essere membri della squadra nazionale.

## Storia

### Dagli esordi agli anni sessanta
Risale al 1939 la nascita di una prima formazione della squadra, a seguito del completamento dell'impianto da gioco. La prima compagine era formata da un gruppo di giocatori arrivati dal Canada; nonostante l'iscrizione alla English National League per la stagione 1939-40, gli atleti furono richiamati in patria anzitempo, a causa dello scoppio del secondo conflitto mondiale. Bisognerà aspettare sette anni per permettere ai Panthers di scendere sul ghiaccio: risale infatti al 22 novembre 1946 l'esordio del sodalizio sportivo in una gara ufficiale contro i Wembley Monarchs, usciti sconfitti per 3-2.
Nei primi periodi la squadra non brillò; durante i primi quattro anni, infatti il team riuscì a terminare il campionato nella fascia alta della classifica una volta sola. Nonostante ciò la squadra ottenne fin da subito una discreta fama e un numero ragguardevole di tifosi; in particolare Chick Zamick divenne uno tra i migliori marcatori di sempre del campionato inglese, aggiudicandosi più volte il titolo di Atleta di Nottingham dell'anno, riconoscimento fino ad allora assegnato perlopiù ai calciatori.
I primi successi arrivarono nel campionato 1950-51: dopo aver ottenuto il quarto posto nella Coppa Autumn, le Pantere ottennero il primo titolo nazionale; il club inoltre risultò primo per numero di gol segnati. Nella stagione 1953-54 la squadra si laureò nuovamente campione di lega, superando di un solo punto il Streatham nonostante un inizio di stagione non particolarmente proficuo.
La stagione successiva vide la nascita della British National League, lega arricchita dalla presenza di compagini scozzesi: le Pantere ottennero un secondo posto, dietro gli Harringay Racers. L'anno successivo le squadre scozzesi abbandonarono la lega (eccezion fatta per il club dei Paisley Pirates), che si trovò a essere composta da appena cinque compagini; la squadra di Nottingham fece il bis conquistando la Coppa Autumn prima e il terzo titolo di campione di lega poi, con appena un gol di scarto sui Wembley Lions. Guidata per la prima volta dal già citato Zamick nelle vesti di allenatore, la compagine partecipò inoltre vittoriosa a un torneo svedese, la Coppa Ahearne.
Dopo un ultimo titolo vinto nella stagione 1955-56, la compagine non brillò particolarmente nei successivi quattro anni, se non per un secondo posto raggiunto nella stagione 1959-60, dove la squadra prese parte anche alla British Championship, torneo nazionale resuscitato dopo trent'anni. Nella finale playoff al meglio delle tre partite, le Pantere incrociarono le stecche con i Brighton Tigers; dopo una sconfitta per 3-2 e una vittoria con lo stesso punteggio, la squadra di Nottingham fu sconfitta 6-5 nella gara decisiva. Con lo scioglimento della British National League alla fine del 1960, anche la squadra cessò l'attività.

### Dagli anni ottanta a oggi
La rinascita della squadra si deve soprattutto a Gary Keward, appassionato e futuro allenatore del sodalizio. Nel 1980 infatti i direttori dell'Ice Stadium di Notthingham furono persuasi da Keward nel rifondare un nuovo team di hockey su ghiaccio sulle ceneri della squadra storica. A indossare le maglie dei rinati Panthers furono alcuni giocatori degli Sheffield Lancers, una compagine di cui Keward era stato manager. A vent'anni dallo scioglimento dei Nottingham Panthers, Il 20 settembre 1980 una nuova compagine con la medesima denominazione scendeva sul ghiaccio dell'Ice stadium sconfiggendo i Solihull Barons 7–4.
In seguito la squadra prese parte inizialmente a leghe regionali; nel 1983 però la British National league viene rifondata con i Panthers che spiccano tra i nove club fondatori della Premier Division della lega stessa; la compagine risulta inoltre una tra le squadre più seguite con gli incontri quasi sempre sold-out, purtuttavia la squadra inizialmente non brilla nei risultati. Nel 1985 il nuovo allenatore si chiama Alex Dumpier e il club conosce una svolta, con i quarti di finale playoff centrati l'anno stesso e l'anno successivo, la prima storica vittoria di un titolo dalla rifondazione: la Norwich Union Trophy (nuova denominazione della Coppa Autumn) ai danni dei Five Flyers. Nella stagione 1988-89 il club conosce forse una tra le sue prestazioni migliori nei tornei nazionali; un terzo posto in campionato nella stagione regolare e la vittoria dello stesso all'Arena Wembley, superando in semifinale i Whitley Warriors e in finale gli Ayr Bruins. Nel 1991 la compagine portò a casa un'altra coppa Autumn, subito prima dell'addio di Dampier l'anno successivo, sostituito da Kevin Murphy, presenza effimera nel club in quanto surrogato da Mike Blaisdell al termine della stagione 1992-93.
Nel 2023 la squadra riceve un risalto mediatico a causa dell'incidente occorso al proprio giocatore Adam Johnson, deceduto in campo.